# Dracula (1979)
Dracula is een Amerikaanse horror/romantische film uit 1979, geregisseerd door John Badham. De film is gebaseerd op de gelijknamige roman van Bram Stoker. Het scenario is echter gebaseerd op het Dracula-toneelstuk van Hamilton Deane en John L. Balderston.

## Verhaal
De film speelt zich af in Whitby, Engeland, rond het jaar 1920. Graaf Dracula arriveert tijdens een stormachtige nacht met het schip de Dementer vanuit Transsylvanië. Het schip loopt aan de grond voor de kust van Whitby. Het lichaam van de graaf wordt aan boord van het schip gevonden door Mina van Helsing. Dracula prijst Mina als zijn “redder”, en bezoekt haar en haar vriendin Lucy die avond in Lucy’s huis, waar Lucy’s vader, dr. Jack Seward, tevens zijn inrichting voor psychisch gestoorden heeft gevestigd. Dracula maakt duidelijk indruk op Mina en Lucy met zijn verschijning, tot ongenoegen van Lucy’s verloofde, Jonathan Harker.
Later die nacht onthult Dracula zijn ware aard; hij is een vampier. Hij bezoekt Mina en drinkt haar bloed. De volgende ochtend vindt Lucy de sterk verzwakte Mina in bed. Mina sterft korte tijd later. Dr. Seward kan de doodsoorzaak niet achterhalen en roept daarom de hulp in van Mina’s vader, Professor Abraham van Helsing. Van Helsing vermoedt dat zijn dochter slachtoffer is geworden van een vampier. Van Helsing vreest het ergste voor Mina nu ze gestorven is door een vampierbeet. Zijn vrees blijkt gegrond want Mina wordt zelf een vampier. Van Helsing is gedwongen haar te vernietigen.
Ondertussen krijgt Lucy van graaf Dracula een uitnodiging hem te bezoeken in diens landhuis, Carfax Abbey. Lucy bekent aan Dracula dat ze verliefd op hem is geworden en biedt zichzelf vrijwillig aan als zijn bruid. De twee trouwen in een surrealistische bruiloftsceremonie. Dracula bijt Lucy ook. Derhalve wordt ook Lucy geïnfecteerd. Dr. Seward en Dr. Van Helsing kunnen Lucy tijdelijk redden met een bloedtransfusie, maar weten dat ze zo het onvermijdelijke slechts uitstellen.
Geholpen door Jonathan maken de twee dokters plannen om Dracula te vernietigen en zo Lucy te redden. Dracula wacht het drietal echter op wanneer ze hem op komen zoeken in Carfax Abbey. Ondanks dat het dag is, is hij nog steeds te sterk voor de drie mannen. Dracula ontsnapt en haalt Lucy op uit haar huis. Hij wil met haar terugkeren naar Transsylvanië.
Harker en Van Helsing slagen erin nog net op tijd aan boord te klimmen van het schip waarmee Dracula en Lucy vertrekken. Benedendeks vinden ze de kist van de graaf. De graaf ontwaakt en bevecht nogmaals de twee jagers. Van Helsing sterft in het gevecht wanneer hij wordt gespietst met de staak die voor Dracula bestemd was. Met zijn laatste krachten slaat Van Helsing een haak, verbonden aan een kabel, in Dracula’s rug. Jonathan trekt de kabel omhoog en hijst de vampier zo het ruim uit naar het bovendek, waar hij door het zonlicht wordt vernietigd.
Lucy is nu blijkbaar weer zichzelf en stort zich in Harkers armen, maar die wijst haar liefdesverklaringen af. Lucy kijkt naar Dracula’s cape die nog altijd aan de haak zit, en hoopt stilletjes dat haar geliefde toch niet dood is.

## Rolverdeling
| Acteur           | Personage           |
| ---------------- | ------------------- |
| Frank Langella   | Graaf Dracula       |
| Laurence Olivier | Abraham Van Helsing |
| Donald Pleasence | Dr. Jack Seward     |
| Kate Nelligan    | Lucy Seward         |
| Trevor Eve       | Jonathan Harker     |
| Jan Francis      | Mina Van Helsing    |
| Janine Duvitski  | Annie               |
| Tony Haygarth    | Milo Renfield       |
| Teddy Turner     | Swales              |
| Sylvester McCoy  | Walter              |

## Achtergrond

### Productie
De film werd op locatie opgenomen in Engeland: in de Shepperton Studios en Black Park, Buckinghamshire. Cornwall deed dienst als de buitenscènes in Whitby.

### Afwijkingen van de roman
- De film speelt zich af in 1920.
- De film speelt zich geheel af in Engeland. Wat er vooraf in Transsylvanië is gebeurd is niet bekend.
- De personages Arthur Holmwood en Quincey Morris zijn afwezig.
- Lucy is dr. Sewards dochter en niet zijn vriendin.
- Mina is Van Helsings dochter.
- Mina wordt een vampier in plaats van Lucy.
- Dracula doodt Van Helsing
- In het boek hebben Lucy en Dracula geen relatie

### Reacties
In 1979 werden tegelijkertijd drie Draculafilms uitgebracht: Werner Herzogs Nosferatu: Phantom der Nacht, John Badhams Dracula, en de komedie Love At First Bite. Het succes van die derde film was deels te danken aan gemengde reacties op Badhams film.
De film bracht 20.158.970 dollar op, wat redelijk goed was. Desondanks was de studio teleurgesteld over de film. De reacties op de film waren gemengd. Sommige recensenten vonden dat de film niet genoeg horrorelementen bevatte, vooral in vergelijking met de reeks Dracula-films van Hammer Film Productions. Anderen prezen de film echter voor de draai die de film gaf aan het verhaal, de muziek en de decors.

## Prijzen en nominaties
| jaar | prijs        | categorie               | genomineerde(n)  | uitslag     |
| ---- | ------------ | ----------------------- | ---------------- | ----------- |
| 1980 | Saturn Award | Beste horrorfilm        | -                | gewonnen    |
| 1980 | Saturn Award | Beste acteur            | Frank Langella   | genomineerd |
| 1980 | Saturn Award | Beste regisseur         | John Badham      | genomineerd |
| 1980 | Saturn Award | Beste make-up           | Peter Robb-King  | genomineerd |
| 1980 | Saturn Award | Beste mannelijke bijrol | Donald Pleasence | genomineerd |